# Bouna Sarr
Bouna Sarr, född 31 januari 1992 i Lyon, är en fransk-senegalesisk fotbollsspelare.

## Karriär
Den 7 juli 2015 värvades Sarr av Marseille. Den 5 oktober 2020 värvades Sarr av tyska Bayern München, där han skrev på ett fyraårskontrakt.